# نیروهای مسلح هند
نیروهای مسلح هند، نیروهای نظامی جمهوری هند هستند که شامل خدمات حرفه‌ای سه دسته هستند: نیروی زمینی هند، نیروی دریایی هند و نیروی هوایی هند. علاوه بر این نیروهای مسلح هند توسط گارد ساحلی هند و سازمان‌های شبه نظامی نیز پشتیبانی می‌شوند. موسسات مختلف داخلی مانند فرماندهی نیروهای استراتژیک، فرماندهی و کارکنان یکپارچه در وزارت دفاع نیز هستند. فرمانده نیروهای مسلح هند رئیس‌جمهور می‌باشد؛ و نیروهای مسلح هند تحت مدیریت وزارت دفاع دولت هند قرار دارند. هند با قدرت بیش از ۱٫۴ میلیون پرسنل فعال دومین نیروی نظامی بزرگ جهان است و همچنین بعد از ایران دارای بزرگ‌ترین ارتش داوطلبانه در جهان نیز می‌باشد. مهم است که توجه داشته باشیم که نیروهای پلیس مرکزی مسلح که به‌طور معمول و البته به اشتباه به عنوان نیروهای شبه نظامی نامیده می‌شوند توسط افسران خدمات پلیس هند رهبری می‌شوند و تحت کنترل وزارت امور داخلی هستند نه وزارت دفاع.
نیروهای مسلح هند در تعدادی از عملیات نظامی عمده شرکت داشته‌اند از جمله: جنگ‌های هند و پاکستان ۱۹۴۷، ۱۹۶۵، و ۱۹۷۱. جنگ پرتغال و هند، جنگ هند و چین، حادثه چولا ۱۹۶۷، ۱۹۸۷ چین - جنگ طلبان هند، جنگ کارگیل و درگیری سیاچن. هند هر سال در روز پرچم نیروهای مسلح (۷ دسامبر) از پرسنل نظامی خود تقدیر می‌کند. از سال ۱۹۶۲ روابط نظامی نزدیکی با روسیه حفظ کرده است، از جمله توسعه برنامه‌های مشترک مانند هواپیمای جنگنده نسل پنجم سوخو/هال اف‌جی‌اف‌ای، یوای‌سی/اچ‌ای‌ال ۲-۲۱۴ و هواپیمای چند منظوره ترابری. نیروهای مسلح هند به‌طور مداوم به طرف مدرنیزه شدن پیش رفته و با سرمایه‌گذاری در زمینه‌هایی مانند سیستم‌های سرباز آینده و سیستم دفاع موشک‌های بالستیک در تلاش برای ارتقا سخت‌افزاری سامانه‌های دفاعی خود است.
وزارت دفاع مسولیت تولید بومی تجهیزات مورد استفاده توسط نیروهای مسلح هند را به عهده دارد که شامل ۴۱ کارخانه تحت کنترل کارخانه مهمات و دفاعی می‌باشد. هند بزرگ‌ترین وارد کننده تجهیزات دفاع در سال ۲۰۱۴ با روسیه، اسراییل، فرانسه و ایالات متحده بوده است که تأمین کنندگان خارجی تجهیزات نظامی هند بوده‌اند. دولت هند ابتکار عمل ساخت در هند را برای تولید بومی و کاهش وابستگی به واردات از جمله واردات نظامی و دفاعی آغاز کرده است.

## نگارخانه

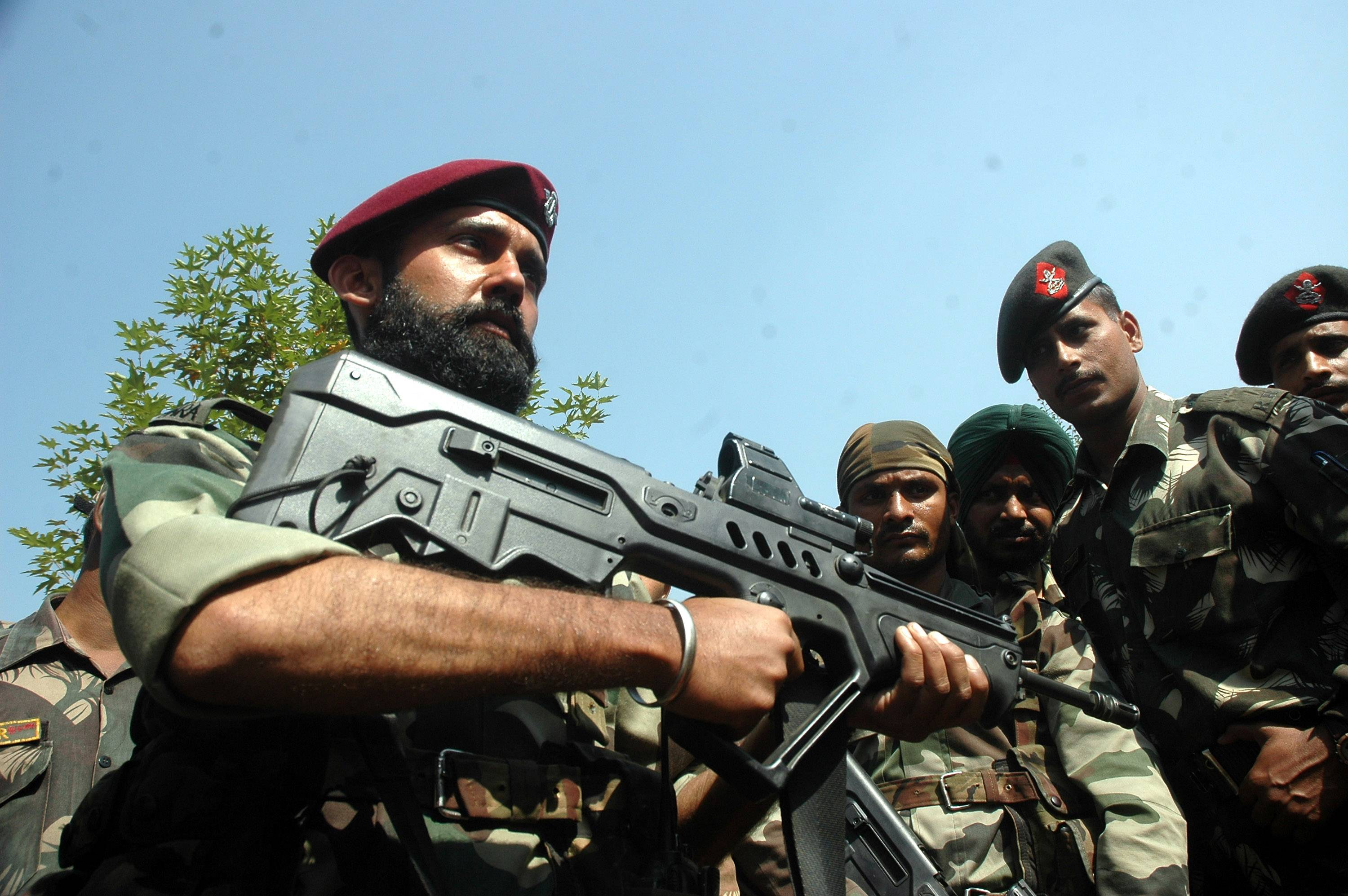
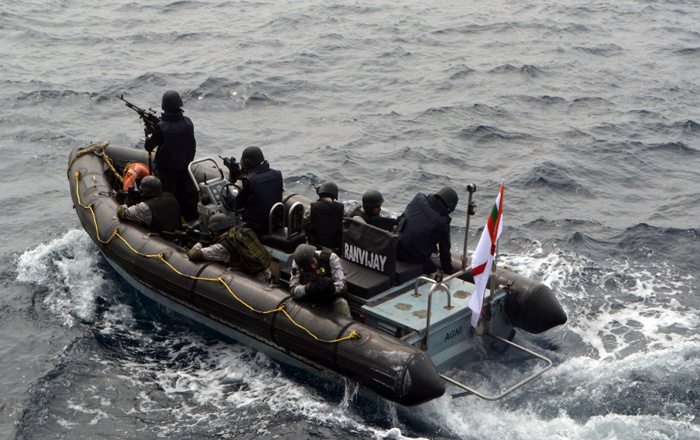